# Diocèse de Derry
Le diocèse de Derry (irlandais: Daire Coluim Chille; Cenél nEógain latin Darensis Derensis) est un diocèse suffragant de l'archidiocèse d'Armagh en Irlande, constitué en 1158.

## Historique

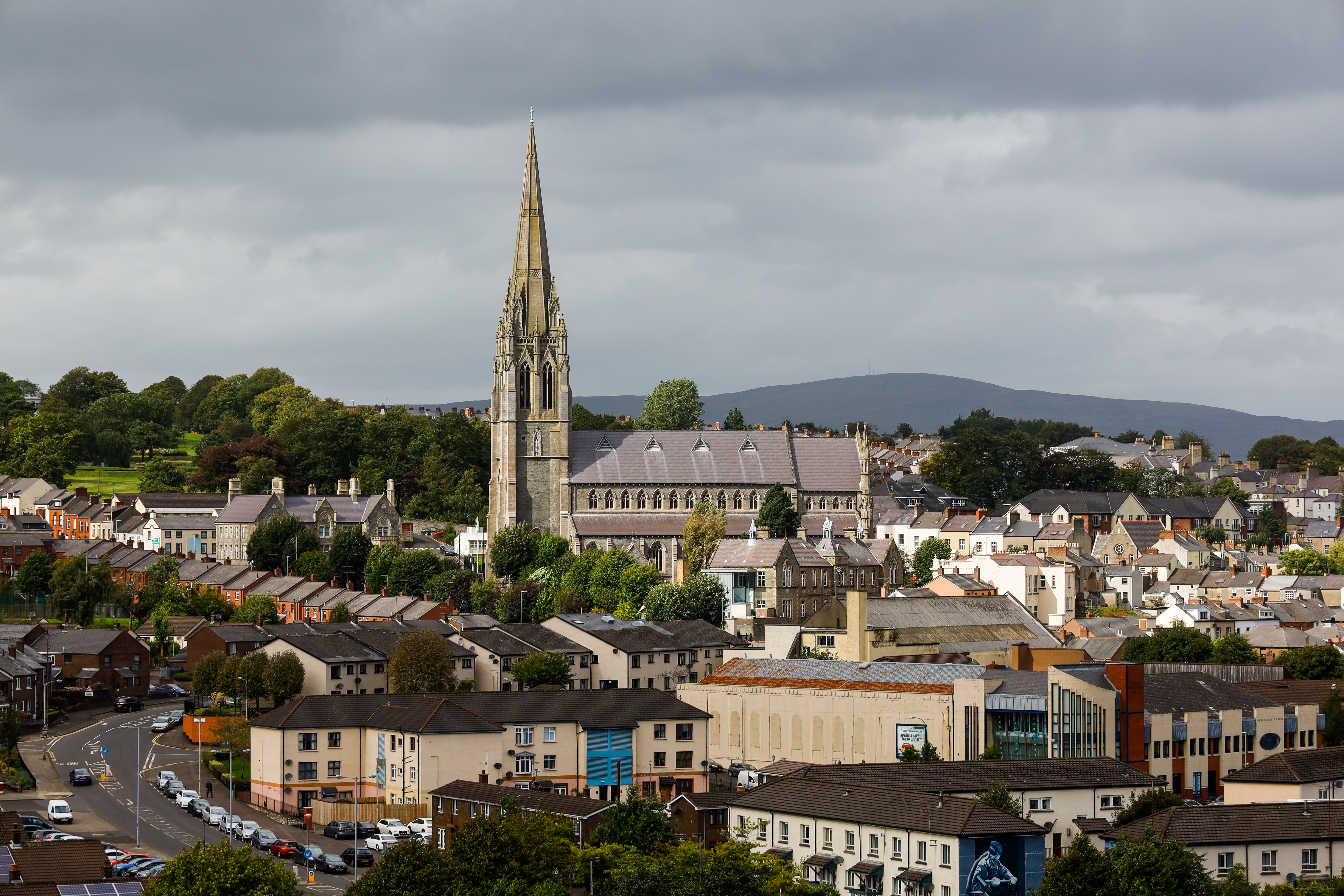
La cathédrale du diocèse, Saint-Eugène de Derry.

Le diocèse de Derry a pour origine la « paruchia » ou confédération d'églises en Irlande et en Écosse fondée par saint Colomba avec pour centre Iona jusqu'au IXe siècle quand l'abbé à la suite des attaques des Vikings se transfère à l'abbaye de Kells dans l'actuel comté de Meath après s'être séparée de la « paruchia » d'Écosse réorganisée à Dunkeld. Les liens entre les deux Églises se disolvent vers 986 et le centre de la paruchia irlandaise se transfère entre Kells, Raphoe et Derry.
Le synode de Ráth Breasail en 1111 crée pour le territoire du Cenél nEógain, un diocèse à Derry ou  Máel Coluim Ua Brolcháin († 1122) un membre de Cenél Feradaig avait été consacré évêque le 13 septembre 1107.  

### Diocèse d'Ardstraw
Le synode de Ráth Breasail propose Ardstraw comme siège pour un diocèse (irlandais Art Stratha)  comprenant la partie ouest du Cenél nEógain en excluant « Inis Eógain » soit la péninsule d'Inishowen qui est assigée à Derry-Raphoe comme l'est de l'actuel comté de Derry est placé sous l'autorité du diocèse de Connor.
Cette organisation n'est pas acceptée par le nord de l'Irlande. Ardstraw, comme principale église des Ui Fiachrach Arda Stratha du royaume d'Airgíalla est réclamée par le diocèse de Clogher avant d'être incorporée dans celui de Derry vers 1240. Les lettres du pape Alexandre IV du 14 mars 1258 à l'évêque David O'Bracain de Clogher l'autorisant à recevoir le dernier d'Ardstraw reste sans effet.

### Diocèse de Maguera
Le choix de l'obscure église de Ráith Luraig comme siège d'un diocèse (irlandais Ráith Luraig, latin Rathlurensis) pour le Cenél nEógain par le synode de Kells-Melliffont qui avait désigné Derry comme siège alternatif est motivé par deux raisons. Une affirmation du contrôle du Cenél nEógain sur la côte est de comté de Derry qui avait été assigné au diocèse de Connor par le synode de Ráth Breasail et la volonté qu'un siège épiscopal ne soit pas dévalorisé par la grande église Colombanienne de Derry dont l'abbé Flaithbertach Ua Brolchain avait obtenu la mitre du synode de Bri mac Taidg en 1158.
Muiredach Ua Cobthaig dit Mauricius († 1173) établit son siège épiscopal à Ráith Luraig mais il se nomme « évêque de Derry » (episcopus Tarensis) quand il fait sa soumission à Henri II d'Angleterre en 1171/1172. Il est inhumé à Derry ou le siège est finalement transféré en 1247 par l'évêque Gilla in Choimded O'Cerballáin dit Germanus († 1279).

## Source
- (en) T.W Moody, F.X. Martin, F.J. Byrne A New History of Ireland IX Maps, Genealogies, Lists. A companion to Irish History part II . Oxford University Press réédition 2011  (ISBN 9780199593064).